# Macroglossum trigi
Macroglossum trigi là một loài bướm đêm thuộc họ Sphingidae. Nó được tìm thấy ở Sulawesi.